# Caudron G.6
Le Caudron G.6 est un avion militaire de la Première Guerre mondiale, biplace de bombardement et de reconnaissance, construit par la société des avions Caudron.
Il fit son premier vol en juillet 1916 et 512 exemplaires furent construits pour l'Aéronautique militaire.